# Liste deutscher Gerichte
Diese Liste deutscher Gerichte dient der Aufnahme sämtlicher gegenwärtiger staatlicher Gerichte in Deutschland (Bundesgerichte und Landesgerichte) in sämtlichen Gerichtsbarkeiten (Fachgerichtsbarkeiten und Verfassungsgerichtsbarkeiten).
In Deutschland gab es 1085 Gerichte (ohne Dienst- und Berufsgerichtsbarkeit) am 22. Juni 2020, davon 638 Amtsgerichte.
Diese Liste ist gegliedert nach den Kriterien
- Gerichtsbarkeit
- Gerichtsträger (Bundesgericht oder Landesgericht)
- Rang im Instanzenzug (Revisionsgericht, Berufungsgericht, Eingangsinstanz)
- Alphabet.

Historische deutsche Gerichte sind in der Liste historischer deutscher Gerichte verzeichnet.

## Verfassungsgerichtsbarkeit
| Träger des Gerichts    | Verfassungsgericht des Bundes                                        | Bild |
| ---------------------- | -------------------------------------------------------------------- | ---- |
| Bund                   | Bundesverfassungsgericht (in Karlsruhe)                              |      |
|                        | Verfassungsgerichte der Länder                                       |      |
| Baden-Württemberg      | Verfassungsgerichtshof für das Land Baden-Württemberg (in Stuttgart) |      |
| Bayern                 | Bayerischer Verfassungsgerichtshof (in München)                      |      |
| Berlin                 | Verfassungsgerichtshof des Landes Berlin                             |      |
| Brandenburg            | Verfassungsgericht des Landes Brandenburg (in Potsdam)               |      |
| Bremen                 | Staatsgerichtshof der Freien Hansestadt Bremen (in Bremen)           |      |
| Hamburg                | Hamburgisches Verfassungsgericht                                     |      |
| Hessen                 | Staatsgerichtshof des Landes Hessen (in Wiesbaden)                   |      |
| Mecklenburg-Vorpommern | Landesverfassungsgericht Mecklenburg-Vorpommern (in Greifswald)      |      |
| Niedersachsen          | Niedersächsischer Staatsgerichtshof (in Bückeburg)                   |      |
| Nordrhein-Westfalen    | Verfassungsgerichtshof für das Land Nordrhein-Westfalen (in Münster) |      |
| Rheinland-Pfalz        | Verfassungsgerichtshof Rheinland-Pfalz (in Koblenz)                  |      |
| Saarland               | Verfassungsgerichtshof des Saarlandes (in Saarbrücken)               |      |
| Sachsen                | Verfassungsgerichtshof des Freistaates Sachsen (in Leipzig)          |      |
| Sachsen-Anhalt         | Landesverfassungsgericht Sachsen-Anhalt (in Dessau-Roßlau)           |      |
| Schleswig-Holstein     | Schleswig-Holsteinisches Landesverfassungsgericht (in Schleswig)     |      |
| Thüringen              | Thüringer Verfassungsgerichtshof (in Weimar)                         |      |

## Ordentliche Gerichtsbarkeit

Die 24 Oberlandesgerichte in den 16 Ländern mit den zuständigen Strafsenaten (1. bis 6.) des Bundesgerichtshofs (Stand 15. Februar 2020)

Gemäß § 12 GVG wurden in den Ländern Amtsgerichte, Landgerichte und Oberlandesgerichte und als Bundesgericht der Bundesgerichtshof errichtet. Das untere Bild zeigt die 24 Oberlandesgerichtsbezirke und die zuständigen Strafsenate des BGH:
| Träger des Gerichts | Oberster Gerichtshof des Bundes                                                | Bundesgericht für Angelegenheiten des gewerblichen Rechtsschutzes |
| --- | ------------------------------------------------------------------------------ | --- |
| Bund | Bundesgerichtshof (in Karlsruhe; mit Außenstelle in Leipzig)                   | Bundespatentgericht (in München) |
| | Oberlandesgerichte                                                             | Landgerichte und Amtsgerichte |
| Baden-Württemberg | Oberlandesgericht Karlsruhe (mit Außenstelle in Freiburg im Breisgau)          | Landgericht Baden-Baden \| Amtsgericht Achern \| Baden-Baden \| Bühl \| Gernsbach \| Rastatt |
| Baden-Württemberg | Oberlandesgericht Karlsruhe (mit Außenstelle in Freiburg im Breisgau)          | Landgericht Freiburg \| Amtsgericht Breisach \| Emmendingen \| Ettenheim \| Amtsgericht Freiburg im Breisgau \| Kenzingen \| Lörrach \| Müllheim (Baden) \| Staufen im Breisgau \| Titisee-Neustadt \| Waldkirch                     |
| Baden-Württemberg | Oberlandesgericht Karlsruhe (mit Außenstelle in Freiburg im Breisgau)          | Landgericht Heidelberg \| Amtsgericht Heidelberg \| Sinsheim \| Wiesloch |
| Baden-Württemberg | Oberlandesgericht Karlsruhe (mit Außenstelle in Freiburg im Breisgau)          | Landgericht Karlsruhe \| Amtsgericht Bretten \| Bruchsal \| Ettlingen \| Karlsruhe \| Karlsruhe-Durlach \| Maulbronn \| Pforzheim \| Philippsburg                                                                                    |
| Baden-Württemberg | Oberlandesgericht Karlsruhe (mit Außenstelle in Freiburg im Breisgau)          | Landgericht Konstanz \| Amtsgericht Donaueschingen \| Konstanz \| Radolfzell \| Singen (Hohentwiel) \| Stockach \| Überlingen \| Villingen-Schwenningen                                                                              |
| Baden-Württemberg | Oberlandesgericht Karlsruhe (mit Außenstelle in Freiburg im Breisgau)          | Landgericht Mannheim \| Amtsgericht Mannheim \| Schwetzingen \| Weinheim |
| Baden-Württemberg | Oberlandesgericht Karlsruhe (mit Außenstelle in Freiburg im Breisgau)          | Landgericht Mosbach \| Amtsgericht Adelsheim \| Buchen (Odenwald) \| Mosbach \| Tauberbischofsheim \| Wertheim |
| Baden-Württemberg | Oberlandesgericht Karlsruhe (mit Außenstelle in Freiburg im Breisgau)          | Landgericht Offenburg \| Amtsgericht Gengenbach \| Kehl \| Lahr \| Oberkirch \| Offenburg \| Wolfach |
| Baden-Württemberg | Oberlandesgericht Karlsruhe (mit Außenstelle in Freiburg im Breisgau)          | Landgericht Waldshut-Tiengen \| Amtsgericht Bad Säckingen \| St. Blasien \| Schönau \| Schopfheim \| Waldshut-Tiengen |
| Baden-Württemberg | Oberlandesgericht Stuttgart                                                    | Landgericht Ellwangen/Jagst \| Amtsgericht Aalen \| Bad Mergentheim \| Crailsheim \| Ellwangen \| Heidenheim an der Brenz \| Langenburg \| Neresheim \| Schwäbisch Gmünd                                                             |
| Baden-Württemberg | Oberlandesgericht Stuttgart                                                    | Landgericht Hechingen \| Amtsgericht Albstadt \| Balingen \| Hechingen \| Sigmaringen |
| Baden-Württemberg | Oberlandesgericht Stuttgart                                                    | Landgericht Heilbronn \| Amtsgericht Besigheim \| Brackenheim \| Heilbronn \| Künzelsau \| Marbach am Neckar \| Öhringen \| Schwäbisch Hall \| Vaihingen an der Enz                                                                  |
| Baden-Württemberg | Oberlandesgericht Stuttgart                                                    | Landgericht Ravensburg \| Amtsgericht Bad Saulgau \| Bad Waldsee \| Biberach an der Riß \| Leutkirch im Allgäu \| Ravensburg \| Riedlingen \| Tettnang \| Wangen im Allgäu                                                           |
| Baden-Württemberg | Oberlandesgericht Stuttgart                                                    | Landgericht Rottweil \| Amtsgericht Freudenstadt \| Horb am Neckar \| Oberndorf am Neckar \| Rottweil \| Spaichingen \| Tuttlingen                                                                                                   |
| Baden-Württemberg | Oberlandesgericht Stuttgart                                                    | Landgericht Stuttgart \| Amtsgericht Backnang \| Böblingen \| Esslingen am Neckar \| Kirchheim unter Teck \| Leonberg \| Ludwigsburg \| Nürtingen \| Schorndorf \| Stuttgart \| Stuttgart-Bad Cannstatt \| Waiblingen                |
| Baden-Württemberg | Oberlandesgericht Stuttgart                                                    | Landgericht Tübingen \| Amtsgericht Bad Urach \| Calw \| Münsingen \| Nagold \| Reutlingen \| Rottenburg am Neckar \| Tübingen |
| Baden-Württemberg | Oberlandesgericht Stuttgart                                                    | Landgericht Ulm \| Amtsgericht Ehingen (Donau) \| Geislingen an der Steige \| Göppingen \| Ulm |
| Bayern besitzt als einziges Bundesland ein oberstes Landesgericht | Oberlandesgericht Bamberg                                                      | Landgericht Aschaffenburg \| Amtsgericht Aschaffenburg mit Zweigstelle Alzenau i. UFr. \| Obernburg am Main mit Zweigstelle Miltenberg                                                                                               |
| Bayern besitzt als einziges Bundesland ein oberstes Landesgericht | Oberlandesgericht Bamberg                                                      | Landgericht Bamberg \| Amtsgericht Bamberg \| Forchheim \| Haßfurt |
| Bayern besitzt als einziges Bundesland ein oberstes Landesgericht | Oberlandesgericht Bamberg                                                      | Landgericht Bayreuth \| Amtsgericht Bayreuth \| Kulmbach |
| Bayern besitzt als einziges Bundesland ein oberstes Landesgericht | Oberlandesgericht Bamberg                                                      | Landgericht Coburg \| Amtsgericht Coburg \| Kronach \| Lichtenfels |
| Bayern besitzt als einziges Bundesland ein oberstes Landesgericht | Oberlandesgericht Bamberg                                                      | Landgericht Hof/Saale \| Amtsgericht Hof (Saale) \| Wunsiedel |
| Bayern besitzt als einziges Bundesland ein oberstes Landesgericht | Oberlandesgericht Bamberg                                                      | Landgericht Schweinfurt \| Amtsgericht Bad Neustadt an der Saale \| Bad Kissingen \| Schweinfurt |
| Bayern besitzt als einziges Bundesland ein oberstes Landesgericht | Oberlandesgericht Bamberg                                                      | Landgericht Würzburg \| Amtsgericht Gemünden am Main \| Kitzingen \| Würzburg |
| Bayern besitzt als einziges Bundesland ein oberstes Landesgericht | Oberlandesgericht München (mit Außenstelle in Augsburg)                        | Landgericht Augsburg \| Amtsgericht Aichach \| Augsburg \| Dillingen an der Donau \| Landsberg am Lech \| Nördlingen |
| Bayern besitzt als einziges Bundesland ein oberstes Landesgericht | Oberlandesgericht München (mit Außenstelle in Augsburg)                        | Landgericht Deggendorf \| Amtsgericht Deggendorf \| Viechtach |
| Bayern besitzt als einziges Bundesland ein oberstes Landesgericht | Oberlandesgericht München (mit Außenstelle in Augsburg)                        | Landgericht Ingolstadt \| Amtsgericht Ingolstadt \| Neuburg an der Donau \| Pfaffenhofen an der Ilm |
| Bayern besitzt als einziges Bundesland ein oberstes Landesgericht | Oberlandesgericht München (mit Außenstelle in Augsburg)                        | Landgericht Kempten \| Amtsgericht Kaufbeuren \| Kempten \| Lindau (Bodensee) \| Sonthofen |
| Bayern besitzt als einziges Bundesland ein oberstes Landesgericht | Oberlandesgericht München (mit Außenstelle in Augsburg)                        | Landgericht Landshut \| Amtsgericht Eggenfelden \| Erding \| Freising \| Landau an der Isar \| Landshut |
| Bayern besitzt als einziges Bundesland ein oberstes Landesgericht | Oberlandesgericht München (mit Außenstelle in Augsburg)                        | Landgericht Memmingen \| Amtsgericht Günzburg \| Memmingen \| Neu-Ulm |
| Bayern besitzt als einziges Bundesland ein oberstes Landesgericht | Oberlandesgericht München (mit Außenstelle in Augsburg)                        | Landgericht München I \| Amtsgericht München |
| Bayern besitzt als einziges Bundesland ein oberstes Landesgericht | Oberlandesgericht München (mit Außenstelle in Augsburg)                        | Landgericht München II \| Amtsgericht Dachau \| Ebersberg \| Fürstenfeldbruck \| Garmisch-Partenkirchen \| Miesbach \| Starnberg \| Weilheim in Oberbayern \| Wolfratshausen                                                         |
| Bayern besitzt als einziges Bundesland ein oberstes Landesgericht | Oberlandesgericht München (mit Außenstelle in Augsburg)                        | Landgericht Passau \| Amtsgericht Freyung \| Passau |
| Bayern besitzt als einziges Bundesland ein oberstes Landesgericht | Oberlandesgericht München (mit Außenstelle in Augsburg)                        | Landgericht Traunstein \| Amtsgericht Altötting \| Laufen \| Mühldorf am Inn \| Rosenheim \| Traunstein |
| Bayern besitzt als einziges Bundesland ein oberstes Landesgericht | Oberlandesgericht Nürnberg                                                     | Landgericht Amberg \| Amtsgericht Amberg \| Schwandorf |
| Bayern besitzt als einziges Bundesland ein oberstes Landesgericht | Oberlandesgericht Nürnberg                                                     | Landgericht Ansbach \| Amtsgericht Ansbach \| Weißenburg i. Bay. |
| Bayern besitzt als einziges Bundesland ein oberstes Landesgericht | Oberlandesgericht Nürnberg                                                     | Landgericht Nürnberg-Fürth \| Amtsgericht Erlangen \| Fürth \| Hersbruck \| Neumarkt in der Oberpfalz \| Neustadt an der Aisch \| Nürnberg \| Schwabach                                                                              |
| Bayern besitzt als einziges Bundesland ein oberstes Landesgericht | Oberlandesgericht Nürnberg                                                     | Landgericht Regensburg \| Amtsgericht Cham \| Kelheim \| Regensburg \| Straubing |
| Bayern besitzt als einziges Bundesland ein oberstes Landesgericht | Oberlandesgericht Nürnberg                                                     | Landgericht Weiden in der Oberpfalz \| Amtsgericht Tirschenreuth \| Weiden in der Oberpfalz |
| Berlin | Kammergericht in Berlin                                                        | Landgericht Berlin I (Strafsachen) \| Landgericht Berlin II (Zivilsachen) \| Amtsgericht Charlottenburg \| Köpenick \| Kreuzberg \| Lichtenberg \| Mitte \| Neukölln \| Pankow \| Schöneberg \| Spandau \| Tiergarten \| Wedding     |
| Brandenburg | Brandenburgisches Oberlandesgericht (in Brandenburg an der Havel)              | Landgericht Cottbus \| Amtsgericht Bad Liebenwerda \| Cottbus mit Zweigstelle Guben \| Königs Wusterhausen \| Lübben (Spreewald) \| Senftenberg                                                                                      |
| Brandenburg | Brandenburgisches Oberlandesgericht (in Brandenburg an der Havel)              | Landgericht Frankfurt (Oder) \| Amtsgericht Bad Freienwalde (Oder) \| Bernau bei Berlin \| Eberswalde \| Frankfurt (Oder) \| Fürstenwalde/Spree \| Strausberg                                                                        |
| Brandenburg | Brandenburgisches Oberlandesgericht (in Brandenburg an der Havel)              | Landgericht Neuruppin \| Amtsgericht Neuruppin \| Oranienburg \| Perleberg \| Prenzlau \| Schwedt/Oder \| Zehdenick |
| Brandenburg | Brandenburgisches Oberlandesgericht (in Brandenburg an der Havel)              | Landgericht Potsdam \| Amtsgericht Brandenburg an der Havel \| Luckenwalde \| Nauen \| Potsdam \| Rathenow \| Zossen |
| Bremen | Hanseatisches Oberlandesgericht Bremen                                         | Landgericht Bremen \| Amtsgericht Bremen \| Bremen-Blumenthal \| Bremerhaven |
| Hamburg | Hanseatisches Oberlandesgericht (in Hamburg)                                   | Landgericht Hamburg \| Amtsgericht Hamburg \| Hamburg-Altona \| Hamburg-Barmbek \| Hamburg-Bergedorf \| Hamburg-Blankenese \| Hamburg-Harburg \| Hamburg-St. Georg \| Hamburg-Wandsbek                                               |
| Hessen | Oberlandesgericht Frankfurt am Main (mit Außenstellen in Kassel und Darmstadt) | Landgericht Darmstadt \| Amtsgericht Bensheim \| Darmstadt \| Dieburg \| Fürth \| Groß-Gerau \| Lampertheim \| Langen \| Michelstadt \| Offenbach am Main \| Rüsselsheim \| Seligenstadt                                             |
| Hessen | Oberlandesgericht Frankfurt am Main (mit Außenstellen in Kassel und Darmstadt) | Landgericht Frankfurt am Main \| Amtsgericht Frankfurt am Main \| Bad Homburg v. d. Höhe \| Königstein im Taunus |
| Hessen | Oberlandesgericht Frankfurt am Main (mit Außenstellen in Kassel und Darmstadt) | Landgericht Fulda \| Amtsgericht Bad Hersfeld \| Fulda \| Hünfeld |
| Hessen | Oberlandesgericht Frankfurt am Main (mit Außenstellen in Kassel und Darmstadt) | Landgericht Gießen \| Amtsgericht Alsfeld \| Büdingen \| Friedberg (Hessen) \| Gießen |
| Hessen | Oberlandesgericht Frankfurt am Main (mit Außenstellen in Kassel und Darmstadt) | Landgericht Hanau \| Amtsgericht Gelnhausen \| Hanau |
| Hessen | Oberlandesgericht Frankfurt am Main (mit Außenstellen in Kassel und Darmstadt) | Landgericht Kassel \| Amtsgericht Eschwege \| Fritzlar \| Kassel mit Zweigstelle Hofgeismar \| Korbach \| Melsungen |
| Hessen | Oberlandesgericht Frankfurt am Main (mit Außenstellen in Kassel und Darmstadt) | Landgericht Limburg a. d. Lahn \| Amtsgericht Dillenburg mit Zweigstelle Herborn \| Limburg a. d. Lahn mit Zweigstelle Hadamar \| Weilburg \| Wetzlar                                                                                |
| Hessen | Oberlandesgericht Frankfurt am Main (mit Außenstellen in Kassel und Darmstadt) | Landgericht Marburg \| Amtsgericht Biedenkopf \| Frankenberg (Eder) \| Kirchhain \| Marburg \| Schwalmstadt |
| Hessen | Oberlandesgericht Frankfurt am Main (mit Außenstellen in Kassel und Darmstadt) | Landgericht Wiesbaden \| Amtsgericht Bad Schwalbach \| Rüdesheim am Rhein \| Idstein \| Wiesbaden |
| Mecklenburg-Vorpommern | Oberlandesgericht Rostock                                                      | Landgericht Neubrandenburg \| Amtsgericht Neubrandenburg mit Zweigstelle Demmin \| Pasewalk mit Zweigstelle Anklam \| Waren (Müritz) mit Zweigstelle Neustrelitz                                                                     |
| Mecklenburg-Vorpommern | Oberlandesgericht Rostock                                                      | Landgericht Rostock \| Amtsgericht Güstrow \| Rostock |
| Mecklenburg-Vorpommern | Oberlandesgericht Rostock                                                      | Landgericht Schwerin \| Amtsgericht Ludwigslust mit Zweigstelle Parchim \| Schwerin \| Wismar mit Zweigstelle Grevesmühlen |
| Mecklenburg-Vorpommern | Oberlandesgericht Rostock                                                      | Landgericht Stralsund \| Amtsgericht Greifswald \| Stralsund mit Zweigstelle Bergen auf Rügen |
| Niedersachsen | Oberlandesgericht Braunschweig                                                 | Landgericht Braunschweig \| Amtsgericht Bad Gandersheim \| Braunschweig \| Clausthal-Zellerfeld \| Goslar \| Helmstedt \| Salzgitter \| Seesen \| Wolfenbüttel \| Wolfsburg                                                          |
| Niedersachsen | Oberlandesgericht Braunschweig                                                 | Landgericht Göttingen \| Amtsgericht Duderstadt \| Einbeck \| Göttingen \| Hann. Münden \| Herzberg am Harz \| Northeim \| Osterode am Harz                                                                                          |
| Niedersachsen | Oberlandesgericht Celle                                                        | Landgericht Bückeburg \| Amtsgericht Bückeburg \| Rinteln \| Stadthagen |
| Niedersachsen | Oberlandesgericht Celle                                                        | Landgericht Hannover \| Amtsgericht Burgwedel \| Hameln \| Hannover \| Neustadt am Rübenberge \| Springe \| Wennigsen (Deister) |
| Niedersachsen | Oberlandesgericht Celle                                                        | Landgericht Hildesheim \| Amtsgericht Alfeld (Leine) \| Burgdorf \| Elze \| Gifhorn \| Hildesheim \| Holzminden \| Lehrte \| Peine                                                                                                   |
| Niedersachsen | Oberlandesgericht Celle                                                        | Landgericht Lüneburg \| Amtsgericht Celle \| Dannenberg (Elbe) \| Lüneburg \| Soltau \| Uelzen \| Winsen |
| Niedersachsen | Oberlandesgericht Celle                                                        | Landgericht Stade \| Amtsgericht Bremervörde \| Buxtehude \| Cuxhaven \| Geestland \| Otterndorf \| Stade \| Tostedt \| Zeven |
| Niedersachsen | Oberlandesgericht Celle                                                        | Landgericht Verden \| Amtsgericht Achim \| Diepholz \| Nienburg \| Osterholz-Scharmbeck \| Rotenburg (Wümme) \| Stolzenau \| Sulingen \| Syke \| Verden \| Walsrode                                                                  |
| Niedersachsen | Oberlandesgericht Oldenburg                                                    | Landgericht Aurich \| Amtsgericht Aurich \| Emden \| Leer \| Norden \| Wittmund |
| Niedersachsen | Oberlandesgericht Oldenburg                                                    | Landgericht Oldenburg \| Amtsgericht Brake \| Cloppenburg \| Delmenhorst \| Jever \| Nordenham \| Oldenburg \| Varel \| Vechta \| Westerstede \| Wildeshausen \| Wilhelmshaven                                                       |
| Niedersachsen | Oberlandesgericht Oldenburg                                                    | Landgericht Osnabrück \| Amtsgericht Bad Iburg \| Bersenbrück \| Lingen \| Meppen \| Nordhorn \| Osnabrück \| Papenburg |
| Nordrhein-Westfalen | Oberlandesgericht Düsseldorf                                                   | Landgericht Duisburg \| Amtsgericht Dinslaken \| Duisburg \| Duisburg-Hamborn \| Duisburg-Ruhrort \| Mülheim an der Ruhr \| Oberhausen \| Wesel                                                                                      |
| Nordrhein-Westfalen | Oberlandesgericht Düsseldorf                                                   | Landgericht Düsseldorf \| Amtsgericht Düsseldorf \| Langenfeld (Rheinland) \| Neuss \| Ratingen |
| Nordrhein-Westfalen | Oberlandesgericht Düsseldorf                                                   | Landgericht Kleve \| Amtsgericht Emmerich \| Kleve \| Geldern \| Moers \| Rheinberg |
| Nordrhein-Westfalen | Oberlandesgericht Düsseldorf                                                   | Landgericht Krefeld \| Amtsgericht Kempen \| Krefeld \| Nettetal |
| Nordrhein-Westfalen | Oberlandesgericht Düsseldorf                                                   | Landgericht Mönchengladbach \| Amtsgericht Erkelenz \| Grevenbroich \| Mönchengladbach \| Mönchengladbach-Rheydt \| Viersen |
| Nordrhein-Westfalen | Oberlandesgericht Düsseldorf                                                   | Landgericht Wuppertal \| Amtsgericht Mettmann \| Remscheid \| Solingen \| Velbert \| Wuppertal |
| Nordrhein-Westfalen | Oberlandesgericht Hamm                                                         | Landgericht Arnsberg \| Amtsgericht Arnsberg \| Brilon \| Marsberg \| Medebach \| Menden \| Meschede \| Schmallenberg \| Soest \| Warstein \| Werl                                                                                   |
| Nordrhein-Westfalen | Oberlandesgericht Hamm                                                         | Landgericht Bielefeld \| Amtsgericht Bielefeld \| Bünde \| Gütersloh \| Halle (Westfalen) \| Herford \| Lübbecke \| Minden \| Bad Oeynhausen \| Rahden \| Rheda-Wiedenbrück                                                          |
| Nordrhein-Westfalen | Oberlandesgericht Hamm                                                         | Landgericht Bochum \| Amtsgericht Bochum \| Herne \| Recklinghausen \| Herne-Wanne \| Witten |
| Nordrhein-Westfalen | Oberlandesgericht Hamm                                                         | Landgericht Detmold \| Amtsgericht Blomberg \| Detmold \| Lemgo |
| Nordrhein-Westfalen | Oberlandesgericht Hamm                                                         | Landgericht Dortmund \| Amtsgericht Castrop-Rauxel \| Dortmund \| Hamm \| Kamen \| Lünen \| Unna |
| Nordrhein-Westfalen | Oberlandesgericht Hamm                                                         | Landgericht Essen \| Amtsgericht Bottrop \| Dorsten \| Essen \| Essen-Borbeck \| Essen-Steele \| Gelsenkirchen \| Gladbeck \| Hattingen \| Marl                                                                                      |
| Nordrhein-Westfalen | Oberlandesgericht Hamm                                                         | Landgericht Hagen \| Amtsgericht Altena \| Hagen \| Iserlohn \| Lüdenscheid \| Meinerzhagen \| Plettenberg \| Schwelm \| Schwerte \| Wetter (Ruhr)                                                                                   |
| Nordrhein-Westfalen | Oberlandesgericht Hamm                                                         | Landgericht Münster \| Amtsgericht Ahaus \| Ahlen \| Beckum \| Bocholt \| Borken \| Coesfeld \| Dülmen \| Gronau (Westf.) \| Ibbenbüren \| Lüdinghausen \| Münster (Westfalen) \| Rheine \| Steinfurt \| Tecklenburg \| Warendorf    |
| Nordrhein-Westfalen | Oberlandesgericht Hamm                                                         | Landgericht Paderborn \| Amtsgericht Brakel \| Delbrück \| Höxter \| Lippstadt \| Paderborn \| Warburg |
| Nordrhein-Westfalen | Oberlandesgericht Hamm                                                         | Landgericht Siegen \| Amtsgericht Bad Berleburg \| Lennestadt \| Olpe \| Siegen |
| Nordrhein-Westfalen | Oberlandesgericht Köln                                                         | Landgericht Aachen \| Amtsgericht Aachen \| Düren \| Eschweiler \| Geilenkirchen \| Heinsberg \| Jülich \| Monschau \| Schleiden |
| Nordrhein-Westfalen | Oberlandesgericht Köln                                                         | Landgericht Bonn \| Amtsgericht Bonn \| Euskirchen \| Königswinter \| Rheinbach \| Siegburg \| Waldbröl |
| Nordrhein-Westfalen | Oberlandesgericht Köln                                                         | Landgericht Köln \| Amtsgericht Bergheim \| Bergisch Gladbach \| Brühl \| Gummersbach \| Kerpen \| Köln \| Leverkusen \| Wermelskirchen \| Wipperfürth                                                                               |
| Rheinland-Pfalz | Pfälzisches Oberlandesgericht Zweibrücken                                      | Landgericht Frankenthal (Pfalz) \| Amtsgericht Bad Dürkheim \| Frankenthal (Pfalz) \| Grünstadt \| Ludwigshafen \| Neustadt an der Weinstraße \| Speyer                                                                              |
| Rheinland-Pfalz | Pfälzisches Oberlandesgericht Zweibrücken                                      | Landgericht Kaiserslautern \| Amtsgericht Kaiserslautern \| Kusel \| Rockenhausen |
| Rheinland-Pfalz | Pfälzisches Oberlandesgericht Zweibrücken                                      | Landgericht Landau i. d. Pfalz \| Amtsgericht Germersheim \| Kandel \| Landau in der Pfalz |
| Rheinland-Pfalz | Pfälzisches Oberlandesgericht Zweibrücken                                      | Landgericht Zweibrücken \| Amtsgericht Landstuhl \| Pirmasens \| Zweibrücken |
| Rheinland-Pfalz | Oberlandesgericht Koblenz                                                      | Landgericht Bad Kreuznach \| Amtsgericht Bad Kreuznach \| Bad Sobernheim \| Idar-Oberstein \| Simmern/Hunsrück |
| Rheinland-Pfalz | Oberlandesgericht Koblenz                                                      | Landgericht Koblenz \| Amtsgericht Altenkirchen \| Andernach \| Bad Neuenahr-Ahrweiler \| Betzdorf \| Cochem \| Diez \| Koblenz \| Lahnstein \| Linz am Rhein \| Mayen \| Montabaur \| Neuwied \| Sankt Goar \| Sinzig \| Westerburg |
| Rheinland-Pfalz | Oberlandesgericht Koblenz                                                      | Landgericht Mainz \| Amtsgericht Alzey \| Bingen am Rhein \| Mainz \| Worms |
| Rheinland-Pfalz | Oberlandesgericht Koblenz                                                      | Landgericht Trier \| Amtsgericht Bernkastel-Kues \| Bitburg \| Daun \| Hermeskeil \| Prüm \| Saarburg \| Trier \| Wittlich |
| Saarland | Saarländisches Oberlandesgericht (in Saarbrücken)                              | Landgericht Saarbrücken \| Amtsgericht Homburg \| Lebach \| Merzig \| Neunkirchen \| Ottweiler \| Saarbrücken \| Saarlouis \| St. Ingbert \| St. Wendel \| Völklingen                                                                |
| Sachsen | Oberlandesgericht Dresden                                                      | Landgericht Chemnitz \| Amtsgericht Aue-Bad Schlema \| Chemnitz \| Döbeln \| Freiberg \| Marienberg |
| Sachsen | Oberlandesgericht Dresden                                                      | Landgericht Dresden \| Amtsgericht Dippoldiswalde \| Dresden \| Meißen \| Pirna \| Riesa |
| Sachsen | Oberlandesgericht Dresden                                                      | Landgericht Görlitz \| Amtsgericht Bautzen \| Görlitz \| Hoyerswerda \| Kamenz \| Weißwasser \| Zittau |
| Sachsen | Oberlandesgericht Dresden                                                      | Landgericht Leipzig \| Amtsgericht Borna \| Eilenburg \| Grimma \| Leipzig \| Torgau |
| Sachsen | Oberlandesgericht Dresden                                                      | Landgericht Zwickau \| Amtsgericht Auerbach \| Hohenstein-Ernstthal \| Plauen \| Zwickau |
| Sachsen-Anhalt | Oberlandesgericht Naumburg                                                     | Landgericht Dessau-Roßlau \| Amtsgericht Bitterfeld-Wolfen \| Dessau-Roßlau \| Köthen \| Wittenberg \| Zerbst |
| Sachsen-Anhalt | Oberlandesgericht Naumburg                                                     | Landgericht Halle \| Amtsgericht Eisleben \| Halle (Saale) \| Merseburg \| Naumburg \| Sangerhausen \| Weißenfels \| Zeitz |
| Sachsen-Anhalt | Oberlandesgericht Naumburg                                                     | Landgericht Magdeburg \| Amtsgericht Aschersleben \| Bernburg \| Halberstadt \| Haldensleben \| Magdeburg \| Oschersleben \| Quedlinburg \| Schönebeck \| Wernigerode                                                                |
| Sachsen-Anhalt | Oberlandesgericht Naumburg                                                     | Landgericht Stendal \| Amtsgericht Burg \| Gardelegen \| Salzwedel \| Stendal |
| Schleswig-Holstein | Schleswig-Holsteinisches Oberlandesgericht in Schleswig                        | Landgericht Flensburg \| Amtsgericht Flensburg \| Husum \| Niebüll \| Schleswig |
| Schleswig-Holstein | Schleswig-Holsteinisches Oberlandesgericht in Schleswig                        | Landgericht Itzehoe \| Amtsgericht Elmshorn \| Itzehoe \| Meldorf \| Pinneberg |
| Schleswig-Holstein | Schleswig-Holsteinisches Oberlandesgericht in Schleswig                        | Landgericht Kiel \| Amtsgericht Bad Segeberg \| Eckernförde \| Kiel \| Neumünster \| Norderstedt \| Plön \| Rendsburg |
| Schleswig-Holstein | Schleswig-Holsteinisches Oberlandesgericht in Schleswig                        | Landgericht Lübeck \| Amtsgericht Ahrensburg \| Eutin \| Lübeck \| Oldenburg in Holstein \| Ratzeburg \| Reinbek \| Schwarzenbek |
| Thüringen (Stand: 1. März 2012. Die Zweigstellen werden nach einer Übergangszeit, in der der komplette Umzug von der Zweigstelle zum zuständigen Amtsgericht erfolgt, aufgelöst.) | Thüringer Oberlandesgericht (in Jena)                                          | Landgericht Erfurt \| Amtsgericht Apolda \| Arnstadt mit Zweigstelle Ilmenau \| Erfurt \| Gotha \| Sömmerda \| Weimar |
| Thüringen (Stand: 1. März 2012. Die Zweigstellen werden nach einer Übergangszeit, in der der komplette Umzug von der Zweigstelle zum zuständigen Amtsgericht erfolgt, aufgelöst.) | Thüringer Oberlandesgericht (in Jena)                                          | Landgericht Gera \| Amtsgericht Altenburg \| Gera \| Greiz \| Jena \| Pößneck mit Zweigstelle Bad Lobenstein \| Rudolstadt mit Zweigstelle Saalfeld/Saale \| Stadtroda                                                               |
| Thüringen (Stand: 1. März 2012. Die Zweigstellen werden nach einer Übergangszeit, in der der komplette Umzug von der Zweigstelle zum zuständigen Amtsgericht erfolgt, aufgelöst.) | Thüringer Oberlandesgericht (in Jena)                                          | Landgericht Meiningen \| Amtsgericht Bad Salzungen \| Eisenach \| Hildburghausen \| Meiningen \| Sonneberg \| Suhl |
| Thüringen (Stand: 1. März 2012. Die Zweigstellen werden nach einer Übergangszeit, in der der komplette Umzug von der Zweigstelle zum zuständigen Amtsgericht erfolgt, aufgelöst.) | Thüringer Oberlandesgericht (in Jena)                                          | Landgericht Mühlhausen \| Amtsgericht Heilbad Heiligenstadt \| Mühlhausen mit Zweigstelle Bad Langensalza \| Nordhausen \| Sondershausen                                                                                             |

## Arbeitsgerichtsbarkeit
Gemäß § 1 ArbGG wurden in den Ländern Arbeitsgerichte und Landesarbeitsgerichte und als Bundesgericht das Bundesarbeitsgericht errichtet:
|                        | Oberster Gerichtshof des Bundes                          | |
| ---------------------- | -------------------------------------------------------- | --- |
| Bund                   | Bundesarbeitsgericht (in Erfurt)                         | |
|                        | Landesarbeitsgerichte                                    | Arbeitsgerichte |
| Baden-Württemberg      | Landesarbeitsgericht Baden-Württemberg (in Stuttgart)    | Arbeitsgerichte Freiburg \| Heilbronn \| Karlsruhe \| Mannheim \| Pforzheim \| Reutlingen \| Stuttgart \| Ulm \| Villingen-Schwenningen                                                                   |
| Bayern                 | Landesarbeitsgericht München                             | Arbeitsgerichte Augsburg \| Kempten \| München \| Passau \| Regensburg \| Rosenheim |
| Bayern                 | Landesarbeitsgericht Nürnberg                            | Arbeitsgerichte Bamberg \| Bayreuth \| Nürnberg \| Weiden in der Oberpfalz \| Würzburg |
| Berlin und Brandenburg | Landesarbeitsgericht Berlin-Brandenburg (in Berlin)      | Arbeitsgerichte Berlin \| Brandenburg an der Havel \| Cottbus \| Frankfurt (Oder) \| Neuruppin |
| Bremen                 | Landesarbeitsgericht Bremen                              | Arbeitsgericht Bremen-Bremerhaven (in Bremen) |
| Hamburg                | Landesarbeitsgericht Hamburg                             | Arbeitsgericht Hamburg |
| Hessen                 | Hessisches Landesarbeitsgericht (in Frankfurt am Main)   | Arbeitsgerichte Darmstadt \| Frankfurt am Main \| Fulda \| Gießen \| Kassel \| Offenbach am Main \| Wiesbaden                                                                                             |
| Mecklenburg-Vorpommern | Landesarbeitsgericht Mecklenburg-Vorpommern (in Rostock) | Arbeitsgerichte Rostock \| Schwerin \| Stralsund mit auswärtiger Kammer Neubrandenburg |
| Niedersachsen          | Landesarbeitsgericht Niedersachsen (in Hannover)         | Arbeitsgerichte Braunschweig \| Celle \| Emden \| Göttingen \| Hameln \| Hannover \| Hildesheim \| Lingen \| Lüneburg \| Nienburg \| Oldenburg \| Osnabrück \| Stade \| Verden \| Wilhelmshaven           |
| Nordrhein-Westfalen    | Landesarbeitsgericht Düsseldorf                          | Arbeitsgerichte Duisburg \| Düsseldorf \| Essen \| Krefeld \| Mönchengladbach \| Oberhausen \| Solingen \| Wesel \| Wuppertal                                                                             |
| Nordrhein-Westfalen    | Landesarbeitsgericht Hamm                                | Arbeitsgerichte Arnsberg \| Bielefeld \| Bocholt \| Bochum \| Detmold \| Dortmund \| Gelsenkirchen \| Hagen \| Hamm \| Herford \| Herne \| Iserlohn \| Minden \| Münster \| Paderborn \| Rheine \| Siegen |
| Nordrhein-Westfalen    | Landesarbeitsgericht Köln                                | Arbeitsgerichte Aachen \| Bonn \| Köln \| Siegburg |
| Rheinland-Pfalz        | Landesarbeitsgericht Rheinland-Pfalz (in Mainz)          | Arbeitsgerichte Kaiserslautern \| Koblenz \| Ludwigshafen am Rhein \| Mainz \| Trier |
| Saarland               | Landesarbeitsgericht Saarland (in Saarbrücken)           | Arbeitsgericht Saarland (in Saarbrücken) |
| Sachsen                | Sächsisches Landesarbeitsgericht (in Chemnitz)           | Arbeitsgerichte Bautzen \| Chemnitz \| Dresden \| Leipzig \| Zwickau |
| Sachsen-Anhalt         | Landesarbeitsgericht Sachsen-Anhalt (in Halle (Saale))   | Arbeitsgerichte Dessau-Roßlau \| Halle \| Magdeburg \| Stendal |
| Schleswig-Holstein     | Landesarbeitsgericht Schleswig-Holstein (in Kiel)        | Arbeitsgerichte Elmshorn \| Flensburg \| Kiel \| Lübeck \| Neumünster |
| Thüringen              | Thüringer Landesarbeitsgericht (in Erfurt)               | Arbeitsgerichte Eisenach \| Erfurt \| Gera \| Jena \| Nordhausen \| Suhl |

## Finanzgerichtsbarkeit
Gemäß § 2 FGO wurden in den Ländern Finanzgerichte und als Bundesgericht der Bundesfinanzhof errichtet:
| Träger des Gerichts    | Oberster Gerichtshof des Bundes                                         |
| ---------------------- | ----------------------------------------------------------------------- |
| Bund                   | Bundesfinanzhof (in München)                                            |
|                        | Finanzgerichte                                                          |
| Baden-Württemberg      | Finanzgericht Baden-Württemberg (in Stuttgart, Außenstelle in Freiburg) |
| Bayern                 | Finanzgericht München (Außensenate in Augsburg) \| Nürnberg             |
| Berlin und Brandenburg | Finanzgericht Berlin-Brandenburg (in Cottbus)                           |
| Bremen                 | Finanzgericht Bremen                                                    |
| Hamburg                | Finanzgericht Hamburg                                                   |
| Hessen                 | Hessisches Finanzgericht (in Kassel)                                    |
| Mecklenburg-Vorpommern | Finanzgericht Mecklenburg-Vorpommern (in Greifswald)                    |
| Niedersachsen          | Niedersächsisches Finanzgericht (in Hannover)                           |
| Nordrhein-Westfalen    | Finanzgericht Düsseldorf \| Köln \| Münster                             |
| Rheinland-Pfalz        | Finanzgericht Rheinland-Pfalz (in Neustadt an der Weinstraße)           |
| Saarland               | Finanzgericht des Saarlandes (in Saarbrücken)                           |
| Sachsen                | Sächsisches Finanzgericht (in Leipzig)                                  |
| Sachsen-Anhalt         | Finanzgericht des Landes Sachsen-Anhalt (in Dessau-Roßlau)              |
| Schleswig-Holstein     | Schleswig-Holsteinisches Finanzgericht (in Kiel)                        |
| Thüringen              | Thüringer Finanzgericht (in Gotha)                                      |

## Sozialgerichtsbarkeit
Gemäß § 2 SGG wurden in den Ländern Sozialgerichte und Landessozialgerichte und als Bundesgericht das Bundessozialgericht errichtet:
| Träger des Gerichts      | Oberster Gerichtshof des Bundes                                            | |
| ------------------------ | -------------------------------------------------------------------------- | --- |
| Bund                     | Bundessozialgericht (in Kassel)                                            | |
|                          | Landessozialgerichte                                                       | Sozialgerichte |
| Baden-Württemberg        | Landessozialgericht Baden-Württemberg (in Stuttgart)                       | Sozialgerichte Freiburg \| Heilbronn \| Karlsruhe \| Konstanz \| Mannheim \| Reutlingen \| Stuttgart \| Ulm              |
| Bayern                   | Bayerisches Landessozialgericht (in München, Zweigstelle in Schweinfurt)   | Sozialgerichte Augsburg \| Bayreuth \| Landshut \| München \| Nürnberg \| Regensburg \| Würzburg                         |
| Berlin und Brandenburg   | Landessozialgericht Berlin-Brandenburg (in Potsdam)                        | Sozialgerichte Berlin \| Cottbus \| Frankfurt (Oder) \| Neuruppin \| Potsdam                                             |
| Bremen und Niedersachsen | Landessozialgericht Niedersachsen-Bremen (in Celle, Zweigstelle in Bremen) | Sozialgerichte Aurich \| Braunschweig \| Bremen \| Hannover \| Hildesheim \| Lüneburg \| Oldenburg \| Osnabrück \| Stade |
| Hamburg                  | Landessozialgericht Hamburg                                                | Sozialgericht Hamburg |
| Hessen                   | Hessisches Landessozialgericht (in Darmstadt)                              | Sozialgerichte Darmstadt \| Frankfurt am Main \| Fulda \| Gießen \| Kassel \| Marburg \| Wiesbaden                       |
| Mecklenburg-Vorpommern   | Landessozialgericht Mecklenburg-Vorpommern (in Neustrelitz)                | Sozialgerichte Neubrandenburg \| Rostock \| Schwerin \| Stralsund                                                        |
| Nordrhein-Westfalen      | Landessozialgericht Nordrhein-Westfalen (in Essen)                         | Sozialgerichte Aachen \| Detmold \| Dortmund \| Düsseldorf \| Duisburg \| Gelsenkirchen \| Köln \| Münster               |
| Rheinland-Pfalz          | Landessozialgericht Rheinland-Pfalz (in Mainz)                             | Sozialgerichte Koblenz \| Mainz \| Speyer \| Trier                                                                       |
| Saarland                 | Landessozialgericht für das Saarland (in Saarbrücken)                      | Sozialgericht Saarbrücken                                                                                                |
| Sachsen                  | Sächsisches Landessozialgericht (in Chemnitz)                              | Sozialgerichte Chemnitz \| Dresden \| Leipzig                                                                            |
| Sachsen-Anhalt           | Landessozialgericht Sachsen-Anhalt (in Halle (Saale))                      | Sozialgerichte Dessau-Roßlau \| Halle \| Magdeburg                                                                       |
| Schleswig-Holstein       | Schleswig-Holsteinisches Landessozialgericht (in Schleswig)                | Sozialgerichte Itzehoe \| Kiel \| Lübeck \| Schleswig                                                                    |
| Thüringen                | Thüringer Landessozialgericht (in Erfurt)                                  | Sozialgerichte Altenburg \| Gotha \| Meiningen \| Nordhausen                                                             |

## Verwaltungsgerichtsbarkeit
Gemäß § 2 VwGO wurden in den Ländern Verwaltungsgerichte und Oberverwaltungsgerichte und als Bundesgericht das Bundesverwaltungsgericht errichtet:
| Träger des Gerichts    | Oberster Gerichtshof des Bundes                                      | Gerichte auf dem Gebiet der Truppendienstgerichtsbarkeit                                                 |
| ---------------------- | -------------------------------------------------------------------- | --- |
| Bund                   | Bundesverwaltungsgericht (in Leipzig)                                | Truppendienstgericht Nord (in Münster) \| Süd (in München)                                               |
|                        | Oberverwaltungsgerichte                                              | Verwaltungsgerichte                                                                                      |
| Baden-Württemberg      | Verwaltungsgerichtshof Baden-Württemberg (in Mannheim)               | Verwaltungsgerichte Freiburg \| Karlsruhe \| Sigmaringen \| Stuttgart                                    |
| Bayern                 | Bayerischer Verwaltungsgerichtshof (in München)                      | Verwaltungsgerichte Ansbach \| Augsburg \| Bayreuth \| München \| Regensburg \| Würzburg                 |
| Berlin und Brandenburg | Oberverwaltungsgericht Berlin-Brandenburg (in Berlin)                | Verwaltungsgerichte Berlin \| Cottbus \| Frankfurt (Oder) \| Potsdam                                     |
| Bremen                 | Oberverwaltungsgericht der Freien Hansestadt Bremen (in Bremen)      | Verwaltungsgericht der Freien Hansestadt Bremen (in Bremen)                                              |
| Hamburg                | Hamburgisches Oberverwaltungsgericht                                 | Verwaltungsgericht Hamburg                                                                               |
| Hessen                 | Hessischer Verwaltungsgerichtshof (in Kassel)                        | Verwaltungsgerichte Darmstadt \| Frankfurt am Main \| Gießen \| Kassel \| Wiesbaden                      |
| Mecklenburg-Vorpommern | Oberverwaltungsgericht Mecklenburg-Vorpommern (in Greifswald)        | Verwaltungsgerichte Schwerin \| Greifswald                                                               |
| Niedersachsen          | Niedersächsisches Oberverwaltungsgericht (in Lüneburg)               | Verwaltungsgerichte Braunschweig \| Göttingen \| Hannover \| Lüneburg \| Oldenburg \| Osnabrück \| Stade |
| Nordrhein-Westfalen    | Oberverwaltungsgericht für das Land Nordrhein-Westfalen (in Münster) | Verwaltungsgerichte Aachen \| Arnsberg \| Düsseldorf \| Gelsenkirchen \| Köln \| Minden \| Münster       |
| Rheinland-Pfalz        | Oberverwaltungsgericht Rheinland-Pfalz (in Koblenz)                  | Verwaltungsgerichte Koblenz \| Mainz \| Neustadt an der Weinstraße \| Trier                              |
| Saarland               | Oberverwaltungsgericht des Saarlandes (in Saarlouis)                 | Verwaltungsgericht des Saarlandes (in Saarlouis)                                                         |
| Sachsen                | Sächsisches Oberverwaltungsgericht (in Bautzen)                      | Verwaltungsgerichte Chemnitz \| Dresden \| Leipzig                                                       |
| Sachsen-Anhalt         | Oberverwaltungsgericht des Landes Sachsen-Anhalt (in Magdeburg)      | Verwaltungsgerichte Halle \| Magdeburg                                                                   |
| Schleswig-Holstein     | Schleswig-Holsteinisches Oberverwaltungsgericht (in Schleswig)       | Schleswig-Holsteinisches Verwaltungsgericht (in Schleswig)                                               |
| Thüringen              | Thüringer Oberverwaltungsgericht (in Weimar)                         | Verwaltungsgerichte Gera \| Meiningen \| Weimar                                                          |